# Mikhail Alekseïev
Pour les articles homonymes, voir Alekseïev.
Mikhaïl Vassilievitch Alekseïev ou Alexeïev (en russe : Михаил Васильевич Алексеев), né le 3 novembre 1857 (15 novembre dans le calendrier grégorien) dans le gouvernement de Tver (Russie) et mort le 25 septembre 1918 (8 octobre dans le calendrier grégorien) à Ekaterinodar (Russie), est un militaire russe. Il fut officier avant et pendant la Première Guerre mondiale et l’un des chefs des armées blanches anti-bolchéviques durant la guerre civile russe de 1917 à 1918.

## Biographie
Son père, Vassili Alekseïev, était capitaine au 64e régiment de Kazan. S’engageant aussi dans la carrière militaire, Mikhaïl Alekseïev est diplômé de l’école d’infanterie de Moscou, en 1876, et il est affecté au 64e régiment de Kazan. Il participe à la guerre contre la Turquie en 1877 pendant laquelle il est blessé lors de combats près de Pleven. Il entre à l’Académie militaire Nicolas d’état-major en 1890 puis sert à l'état-major du 1er corps d'armée stationné à Saint-Pétersbourg ; il sert comme professeur d’histoire militaire à l’Académie militaire Nicolas de 1898 à 1904.
Pendant la guerre russo-japonaise, Alekseïev est nommé général d’état-major de la 3e armée mandchoue en octobre 1904. Pendant cette guerre, il reçoit une épée d’or, l’ordre de Saint-Stanislas, et l’ordre de Sainte-Anne. Après la guerre, il est nommé au quartier général suprême, tout en conservant sa fonction de professeur à l’académie.
En 1908, il est nommé chef d'état-major de la zone militaire de Kiev et en 1912, commandant du 13e corps d’armée.

## Première Guerre mondiale
Au début, il devient chef d'état-major du groupe sud-ouest (regroupant la troisième, la cinquième et la huitième armée) à partir d’août 1914. Il  fait partie des officiers qui lancent l’offensive russe en Galicie. Il est nommé chef d’État-major général de la Stavka en août 1915. En cette qualité, il supervise en 1916 l’envoi du corps expéditionnaire russe en France.
Il est membre de la franc-maçonnerie, dans une loge militaire, jusqu'en 1917.

## Révolution defévrier 1917
Pendant la révolution, Alekseïev use de son influence auprès des autres commandants en chefs pour convaincre le tsar d’abdiquer en mars 1917 et de sauver ainsi la monarchie. Alekseïev conserve son poste de commandant en chef et, par la suite, de conseiller du gouvernement provisoire.
Après la révolution d'Octobre, il est l’un des fondateurs des organismes contre-révolutionnaires appelant à combattre les bolchéviks et les Allemands.
Alekseïev meurt d’un problème cardiaque à Ekaterinodar. Il est d'abord enterré dans la crypte de la cathédrale Sainte-Catherine, mais son corps est récupéré plus tard par sa famille et il est enterré une deuxième fois à Belgrade, en Yougoslavie.

## Hommages
Après sa mort, son nom est donné à une unité de volontaires qu’il avait formé en décembre 1917 et qui devint la division du général Alekseïev.
En Sibérie un régiment de hussards de l’ataman Doutov porta en son souvenir le nom du général Alekseïev.
En août 1919, le cuirassé rouge Volia, l’ancien Empereur Alexandre III, est rebaptisé Général Alekseïev en son honneur. Appartenant à l’escadre russe, ce bâtiment termine sa carrière à Bizerte.
En mars 1920, le train blindé léger Sevastopolets no  3 est renommé Général Alekseïev. Commandé par le colonel Chamov, il sera détruit le 19 octobre 1920 lors de la retraite des troupes blanches de Tauride septentrionale.